# 179th Cyberspace Wing

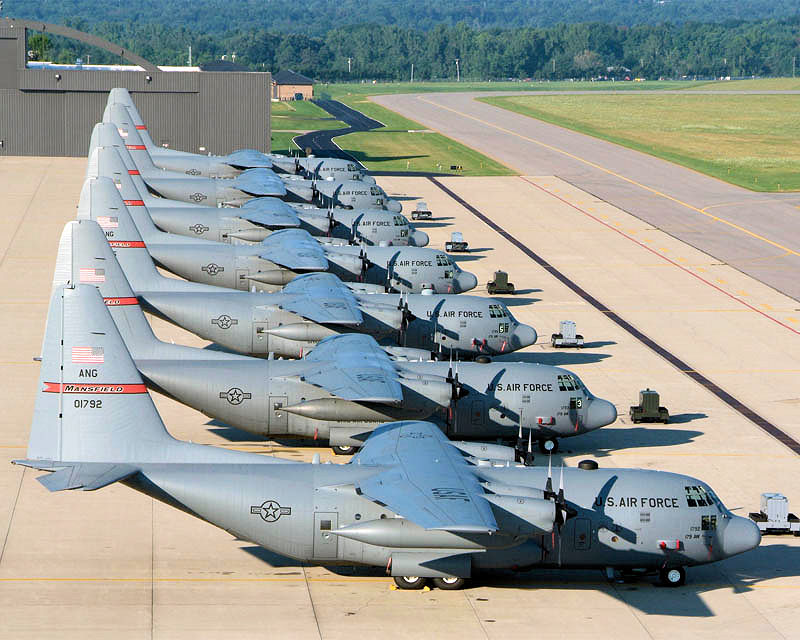
C-130H dello Stormo

Il 179th Cyberspace Wing è uno Stormo da trasporto della Ohio Air National Guard. Riporta direttamente all'Air Combat Command quando attivato per il servizio federale. 
Il suo quartier generale è situato presso la Mansfield Lahm Air National Guard Base, Ohio.

## Organizzazione
Attualmente, al settembre 2017, esso controlla:
- 179th Operations Group
  - 179th Operations Support Flight
  -  164th Airlift Squadron - Equipaggiato con C-130H
- 179th Maintenance Group
  - 179th Aircraft Maintenance Squadron
  - 179th Maintenance Squadron
  - 179th Maintenance Operations Flight
- 179th Mission Support Group
  - 179th Civil Engineer Squadron
  - 179th Force Support Squadron
  - 179th Logistics Readiness Squadron
  - 179th Security Forces Squadron
  - 179th Communications Flight
- 179th Medical Group
- 179th Comptroller Flight
- 200th RED HORSE Squadron